# لوژتسه
لوژتسه (به چکی: Lužce) یک منطقهٔ مسکونی در جمهوری چک است که در ناحیه بروون واقع شده‌است. لوژتسه ۳٫۰۱ کیلومتر مربع مساحت و ۱۱۹ نفر جمعیت دارد.